# Оберон (супутник)
Оберо́н — другий за розміром та масою супутник планети Уран, дев'ятий за масою супутник планет Сонячної системи. Також відомий як «Уран IV». Відкритий Вільямом Гершелем 1787 року і названий Обероном на честь міфічного царя фей і ельфів, персонажа твору Вільяма Шекспіра «Сон літньої ночі». Це найбільш далекий від Урана серед великих його супутників. Його орбіта частково розташована за магнітосферою Урана.
За одним з припущень Оберон сформувався з акреційного диску, що існував навколо Урана відразу після утворення планети. Супутник, ймовірно, має кам'яне ядро і крижану мантію, при цьому кількість льоду становить 50%, каменю — 30%, метану та азоту — 20%. Між мантією та ядром, можливо, є шар рідкої води. Поверхня Оберона темна з червоним відтінком. ЇЇ рельєф був сформований в основному ударами астероїдів і комет, що залишили численні кратери, найбільший з яких сягає 210 км у діаметрі. Оберон вкриває система грабенів та урвищ, що утворилися внаслідок розривів поверхневої кори під час розширення внутрішніх шарів на ранніх етапах еволюції.
Оберон досліджувала лише космічна станція «Вояджер-2». Декілька знімків дозволили отримати відомості про 40% поверхні супутника.

## Історія відкриття, найменування та вивчення
Оберон було відкрито Вільямом Гершелем 1787 року, через 6 років після відкриття ним же Урана. Того ж дня він відкрив і найбільший супутник Урана — Титанію
. Пізніше Гершель повідомив про відкриття ще чотирьох супутників, хоча згодом ці відомості були визнані хибними. Через низьку потужність телескопів того часу протягом 50 років після відкриття Титанію та Оберон не бачив ніхто, окрім Гершеля. Сучасні аматорські телескопи вищого класу дозволяють спостерігати за цими супутниками з Землі.
Спочатку Оберон називали «Другим супутником Урана», а 1848 року Вільям Лассел дав йому назву «Уран II», хоча інколи він використовував і нумерацію Вільяма Гершеля, де Титанія та Оберон іменувалися як Уран II та Уран IV відповідно. Нарешті, 1851 року Лассел перейменував чотири відомих на той час супутники римськими цифрами за порядком їх віддаленості від планети, і відтоді Оберон став називатися «Уран IV».
Згодом усі супутники Урана було названо на честь персонажів творів Вільяма Шекспіра і Александра Поупа. Оберон отримав назву на честь царя фей та ельфів Оберона, персонажа твору «Сон літньої ночі». Назви для всіх чотирьох відомих на той час супутників Урана запропонував син Вільяма Гершеля — Джон у 1852 році на прохання Вільяма Лассела. Роком раніше Лассел відкрив два інших супутники — Аріель та Умбріель.
До польоту «Вояджера-2» про супутник було відомо небагато. У результаті наземних спектрографічних спостережень було встановлено наявність на Обероні водного льоду.

## Орбіта
Орбіта Оберона розташована на відстані близько 584 000 кілометрів від Урана, і тому Оберон — найвіддаленіший від планети серед 5 найбільших супутників. Орбіта Оберона має невеликий ексцентриситет і нахил відносно екватора Урана. Його орбітальний період становить приблизно 13,5 днів і збігається з періодом обертання навколо своєї осі. Іншими словами, Оберон є синхронним супутником, завжди оберненим до планети одним боком. Значна частина орбіти Оберона пролягає поза магнітосферою Урана. У результаті його поверхня знаходиться під прямою дією сонячного вітру. А півкуля, що розташована з протилежного боку відносно до напряму руху орбітою, під час проходження всередині магнітосфери планети бомбардується ще й частками магнітосферної плазми, оскільки вони обертаються навколо планети швидше за Оберон (з тим же періодом, що й Уран навколо своєї осі). Таке бомбардування може призвести до потемніння цієї півкулі, що й спостерігається на всіх супутниках Урана, крім Оберона.
Оскільки Уран обертається довкола Сонця мало не на боці, а площина екватору (і орбіт) його великих супутників приблизно збігається з його власною площиною екватору, сезонні цикли на них дуже своєрідні. Кожен полюс Оберона 42 роки перебуває в повній темряві і 42 роки — на безперервному сонячному світлі, причому під час літнього сонцестояння Сонце на полюсі майже сягає зеніту. Політ «Вояджера-2» 1986 року збігся з літнім сонцестоянням у південній півкулі, тоді як майже вся північна перебувала в темряві. Один раз на 42 роки (під час рівнодення на Урані) Земля опиняється у площині його екватора. Тоді стає можливим спостереження взаємних затемнень супутників. Одне з таких затемнень, що тривало протягом майже шести хвилин, спостерігалося з Землі 4 травня 2007 року, коли Оберон закрив Умбріель.

## Склад і внутрішня будова
Густина Оберона більше за густину подібних супутників Сатурна і становить 1,63 г/см3. Цей параметр з високою ймовірністю вказує, що Оберон складається на 50% з водяного льоду, на 30% із каменю і на 20% з метану та азоту. Наявність водяного льду підтвердили спектрографічні спостереження, за допомогою яких вдалося виявити його кристали на поверхні супутника. За наднизьких температур, характерних для супутників Урана, лід змінює свої властивості і стає подібним до каменю. На півкулі, оберненій у протилежний орбітальному рухові супутника бік, абсорбційні смуги водного льоду набагато сильніші, ніж на передній півкулі (у інших супутників Урана — навпаки). Причина такої різниці між півкулями невідома. Можливо, справа в тому, що передня півкуля зазнає сильнішого метеоритного бомбардування, що видаляє з неї лід. Темна речовина могла утворитися під дією іонізуючого випромінювання на органічні сполуки (наприклад, на метан, що утворює з кригою клатрати).
Оберон може бути диференційований на кам'яне ядро і крижану мантію. Якщо це справді так, то радіус ядра (480 км) становить приблизно 63% від радіусу супутника, а маса ядра приблизно дорівнює 54% маси Оберона — пропорції обчислено виходячи з приблизного складу супутника. Тиск у центрі Оберона сягає приблизно 0,5 ГПа (5 кбар). Поточний стан крижаної мантії невідомий. Якщо лід містить достатню кількість аміаку або будь-якого іншого антифризу, то на Обероні може існувати рідкий океан на межі ядра з мантією. Товщина цього океану може досягати 40 кілометрів, а температура була б близько 180 К. Втім, внутрішня будова Оберона сильно залежить від його термальної історії, яка наразі залишається маловивченою.

## Поверхня
Оберон є найтемнішим супутником Урана після Умбріеля. Його поверхня демонструє сильний опозиційний ефект: при збільшенні фазового кута з 0° до 1° відбивна здатність зменшується з 31% до 22%. Таким чином, геометричне альбедо Оберона дорівнює 31% (а альбедо Бонда — 14%). Поверхня супутника здебільшого червоного кольору, за винятком свіжих викидів навколо ударних кратерів (білих або злегка блакитних). Серед основних супутників Урана Оберон — найчервоніший, причому його передня півкуля значно червоніша за задню. Зазвичай почервоніння поверхні небесних тіл — результат космічного вивітрювання, спричиненого бомбардуванням поверхні зарядженими частинками і мікрометеоритами протягом часу існування Сонячної системи. Однак у випадку Оберона почервоніння поверхні, ймовірно, викликано акрецією червонуватого матеріалу (який надходить із зовнішньої частини системи Урана — можливо, з нерегулярних супутників), що відбувається переважно на півкулі, спрямованій у бік орбітального руху.

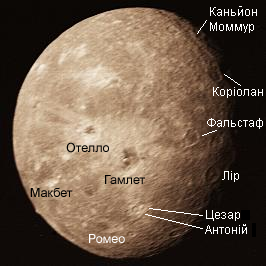
Карта Оберона з позначенням кратерів і каньйона, складена на основі фотографії «Вояджера-2»

Назви на Обероні отримали деталі рельєфу двох типів — кратери та каньйон. Концентрація кратерів на Обероні більше, ніж на інших супутниках Урана: їх стільки, що при утворенні нових кратерів зникає стільки ж старих і їх загальна кількість не змінюється. Це показує, що поверхня Оберона старша за поверхню решти супутників Урана, і свідчить про відсутність на ній масштабної тектонічної активності. Діаметр найбільшого з відомих кратерів — Гамлета — 206 кілометрів. Довкола багатьох кратерів є світлі промені — ймовірно, викиди льоду. Дно найбільших кратерів темне. На деяких знімках на лімбі Оберона видно 11-кілометрову височину. Не виключено, що це центральна гірка ще одного кратера, і тоді його діаметр повинен бути близько 375 кілометрів. На Обероні є і каньйони — видовжені западини з крутими схилами. Однак вони тут значно менше поширені, ніж на Титанії. Обриви, що їх обмежують, ймовірно, пов'язані з розломами, які можуть бути як старими, так і недавно утвореними. Молоді розломи місцями перетинають промені викидів з кратерів; отже, ці кратери старші за розломи. Найпомітніший каньйон Оберона — каньйон Моммур (лат. Mommur Chasma, читається «Моммур Хасма»).
Рельєф Оберона створюється двома конкуруючими процесами: формуванням ударних кратерів і ендогенним відновленням поверхні. Перший процес діяв протягом усієї історії супутника, і це основний фактор формування рельєфу. Другий процес почався не одразу. Він мав головним чином тектонічний характер і призвів до утворення каньйонів, які за своєю суттністю є велетенськими тріщинами у крижаній корі. Розтріскування кори було викликане, швидше за все, розширенням Оберона, яке відбулося у два етапи (на 0,5% та 0,4%). Їм відповідає поява старих і молодих каньйонів.
На дні найбільших кратерів Оберона (таких, як Гамлет, Макбет і Отелло) видно темну речовину. Крім того, темні плями є і поза кратерами (в основному на півкулі, передній за рухом супутника орбітою). Деякі вчені припускають, що ці плями — наслідок кріовулканізму, коли крізь утворені розриви в крижаній корі на поверхню виливалася забруднена вода, яка при застиганні утворила темну поверхню. Таким чином, це аналоги місячних морів (де замість води була лава). За іншою версією темну речовину вибито з глибоких шарів ударами метеоритів (це можливо у випадку, якщо Оберон деякою мірою диференційований, і під крижаною корою лежить більш темний матеріал).
| Назва          | Названо на честь                                                 | Тип     | Довжина (діаметр), км | Широта, ° | Довгота, ° |
| -------------- | ---------------------------------------------------------------- | ------- | --------------------- | --------- | ---------- |
| Каньйон Моммур | Моммур — чарівний ліс, місто або країна з французького фольклору | Каньйон | 537                   | −16,3     | 323,5      |
| Антоній        | Марк Антоній, із твору «Антоній та Клеопатра»                    | Кратер  | 47                    | −27,5     | 65,4       |
| Цезар          | Цезар із твору «Юлій Цезар»                                      | Кратер  | 76                    | −26,6     | 61,1       |
| Коріолан       | Гней Коріолан із твору «Коріолан»                                | Кратер  | 120                   | −11,4     | 345,2      |
| Фальстаф       | Фальстаф із п'єси «Віндзорські витівниці»                        | Кратер  | 124                   | −22,1     | 19,0       |
| Гамлет         | Принц Гамлет з однойменного твору                                | Кратер  | 206                   | −46,1     | 44,4       |
| Лір            | Лір із твору «Король Лір»                                        | Кратер  | 126                   | −5,4      | 31,5       |
| Макбет         | Макбет з однойменного твору                                      | Кратер  | 203                   | −58,4     | 112,5      |
| Отелло         | Отелло з твору «Отелло»                                          | Кратер  | 114                   | −66,0     | 42,9       |
| Ромео          | Ромео Монтеккі з твору «Ромео і Джульєтта»                       | Кратер  | 159                   | −28,7     | 89,4       |

## Походження та еволюція
Найімовірніше, Оберон сформувався з акреційного диска, який або існував довкола Урана протягом якогось часу після формування планети, або утворився при потужному зіткненні, яке, швидше за все, і надало Урану дуже великий нахил осі обертання. Точний склад туманності невідомий, але висока густина Оберона та інших супутників Урана в порівнянні з супутниками Сатурна вказує на те, що в ній було менше води. Значна кількість вуглецю й азоту може перебувати у вигляді оксиду вуглецю та молекулярного азоту, а не у вигляді метану та аміаку. Супутники, що утворюються в таких туманностях, міститимуть менше води, льоду (що містить CO і N2 у складі клатратів) та більше каменю, чим, можливо, і пояснюється висока густина.
Утворення Оберона, ймовірно, тривало протягом декількох тисяч років. Зіткнення, що супроводжували акрецію, розігрівали зовнішні шари супутника. Максимальна температура (близько 230 К), ймовірно, була досягнута на глибині близько 60 кілометрів. Після завершення формування зовнішній шар охолов, а внутрішній став нагріватися через розпад радіоактивних елементів, що були в його надрах. Поверхневий шар внаслідок охолодження стискався, тоді як внутрішній внаслідок розігріву розширився. Це створило у корі Оберона сильне напруження і, як наслідок, численні розломи. Можливо, саме так з'явилася існуюча нині система каньйонів. Цей процес тривав близько 200 мільйонів років і, отже, припинився кілька мільярдів років тому.
Тепла від початкової акреції і подальшого розпаду радіоактивних елементів могло вистачити для плавлення льоду, якщо в ньому є які-небудь антифризи — аміак або сіль. Танення могло призвести до розділення льоду і каменю і формування кам'яного ядра, оточеного крижаною мантією. На їх межі міг з'явитися шар рідкої води (океан), що містить аміак. Евтектична температура цієї суміші — 176 К. Якщо температура океану опускалася нижче цього значення, то зараз він замерзлий. Замерзання призвело б до його розширення, і це могло зробити внесок у розтріскування кори (утворення каньйонів). Проте дані про геологічну історію Оберона досі дуже мізерні і базуються лише на дослідженнях «Вояджера-2» в січні 1986 року.

## Дослідження

Дослідження Урана та його супутників космічним апаратом «Вояджер-2»

Єдині зображення Оберона великим планом було отримано завдяки космічному апарату «Вояджер-2», який сфотографував супутник під час досліджень Урана в січні 1986 року. Найменша відстань між ними становила 470 600 км, і знімки супутника мають роздільну здатність близько 6 кілометрів (лише Міранду та Аріель було знято з більшою роздільністю). Зображення вкривають 40% поверхні, але лише 25% її відзнято достатньо добре для геологічного картування. Під час польоту «Вояджера» південна півкуля Оберона (як і інших супутників) була обернена до Сонця, а північна була неосвітленою, тож не могла бути вивчена (на північному полюсі панувала полярна ніч тривалістю 42 роки). Жоден інший космічний апарат не відвідував Уран або Оберон.
У 2020-х роках, можливо, буде запущена дослідницька програма НАСА — Uranus orbiter and probe. До складу програми входитиме орбітальний апарат і атмосферний зонд. Крім того, група зі 168 учених представила Європейському космічному агентству програму-місію Uranus Pathfinder. У програмі описано подорож до зовнішньої частини Сонячної системи, кінцевою метою якої є планета Уран. Метою вищеназваних програм є уточнення знань про Уран і його супутники.

## Оберон у культурі
Довкола подій, що начебто відбулися на Обероні із земною експедицією, будується сюжет науково-фантастичної трилогії Сергія Павлова «Місячна веселка». «Місяцем», що фігурує в назві повісті, і є Оберон — четвертий супутник («місяць») Урана. За мотивами першої повісті фантастичної трилогії було знято однойменний пізньорадянський фільм.
Одна з повістей американського письменника-фантаста Едмонда Гамільтона — «Скарб Громового Місяця» — описує Оберон як планету, вкриту вулканами, із кам'яною поверхнею і океанами з рідкої лави, расою «вогневиків» (англ. Flame-Throwers) і покладами рідкісного елемента-антигравітанта — «левіуму».
Професор Ніклаус Вірт назвав Обероном свою останню мову програмування за назвою супутника.